# Mercedes-Benz W 638

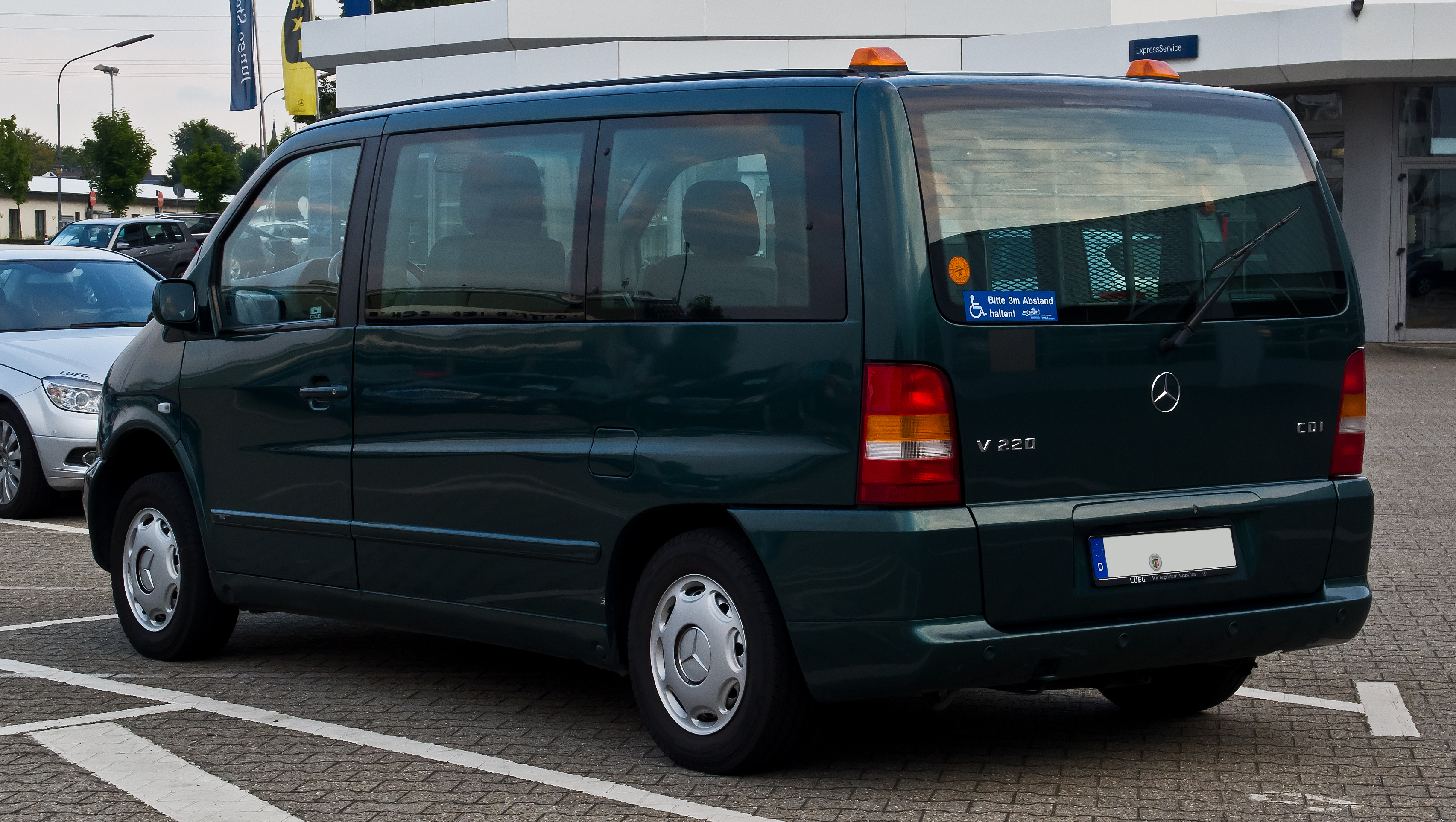
Heckansicht

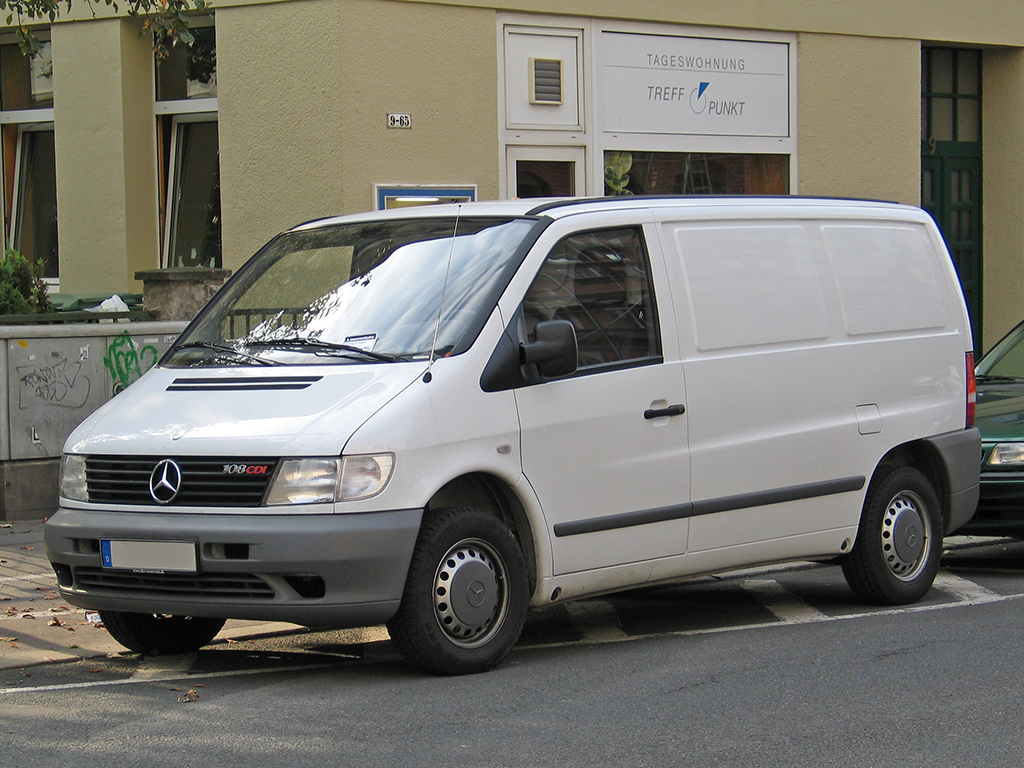
Mercedes-Benz Vito

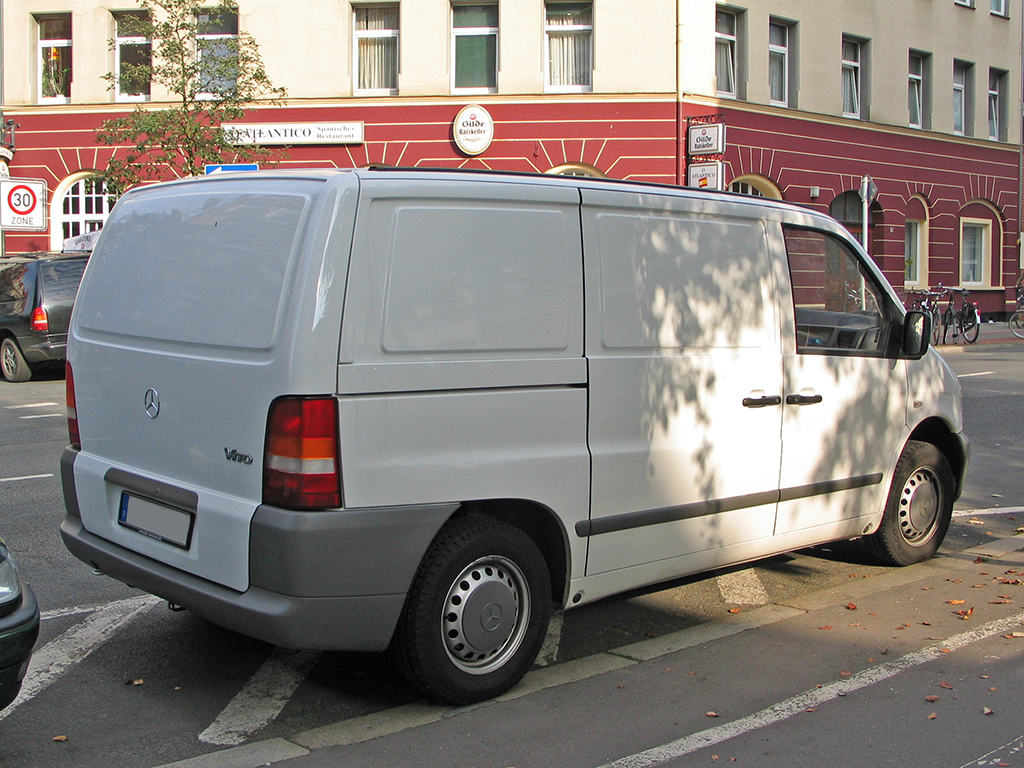
Heckansicht

Die Baureihe W 638 wurde von Mercedes-Benz als Kleintransporter und Kleinbus produziert. Sie wurde als Nutzfahrzeug unter dem Namen Vito vertrieben, siehe Mercedes-Benz-Transporter, und im PKW-Segment als V-Klasse, siehe Mercedes-Benz-PKW. Das Leergewicht wird mit 1763–2070 kg angegeben.
Er ist der Nachfolger des MB 100. Der W 638 besitzt einen quer eingebauten Frontmotor und wird über die Vorderräder angetrieben. Er wurde von 1996 bis 2003 im Werk Vitoria-Gasteiz in Spanien produziert. Nachfolger ist die Baureihe 639. 1996 wurde der Vito zum Van of the Year gewählt. Er sollte das Konkurrenzfahrzeug des Volkswagen Transporters (T4) (1990–2003) werden. Dieser war mit 1,9 Mio. produzierten Einheiten allerdings deutlich erfolgreicher als der W 638.

## Modelle und Motorisierungen
Der Vito ist das Nutzfahrzeug aus der Baureihe W 638 – 638/1. Die komfortablere Variante der Baureihe ist die V-Klasse, die im Pkw-Segment vertrieben wurde. Technisch sind die Varianten nahezu identisch, die V-Klasse ist jedoch besser geräuschgedämmt und serienmäßig mit einer Luftfederung der Hinterachse ausgestattet, die beim Vito nur optional erhältlich war. Optisch unterscheiden sich die Varianten u. a. an Scheinwerfern, Kühlergrill, Texturierung der Heckleuchten und den Außenspiegeln (größer und unlackiert beim Vito).
Die Bezeichnung Vito leitet sich von Vitoria-Gasteiz in Spanien ab, wo die Fahrzeugmodelle hergestellt werden. Ursprünglich sollte das Fahrzeug als Vitoria vermarktet werden, jedoch hatte die Firma Seat den Namen zur eigenen Verwendung schützen lassen.

### Modellvarianten
Der Vito war in folgenden Ausführungen erhältlich:
- Mixto mit zwei Sitzreihen und kleinem Laderaum
- Kleinbus, genannt Transporter mit drei Sitzreihen
- Kastenwagen mit einer Sitzreihe und großem Laderaum
- Reisemobile der Firma Westfalia
  - Vito F – umklappbare Rücksitzbank mit Bettfunktion als alltagstaugliches Freizeitmobil und optionalem Aufstelldach mit Dachbett. Vergleichbar mit dem VW Multivan (T3-T6)
  - Vito Marco Polo – kompaktes Reisemobil mit Aufstelldach mit Dachbett, Küchenzeile mit Kühlbox und Gasherd, Rücksitz-/Liegekombination, Schränke etc.

Die V-Klasse als Pkw war in den Ausstattungsvarianten erhältlich:
- Trend
- Fashion
- Ambiente

### Motorisierungen

#### Otto
| Modell          | Motortyp   | Hubraum  | Zylinder/Ventile | Max. Leistung bei min−1 | Max. Drehmoment bei min−1 | Bauzeit   |
| --------------- | ---------- | -------- | ---------------- | ----------------------- | ------------------------- | --------- |
| V 200, Vito 113 | M 111 E 20 | 1998 cm³ | R4/16            | 95 kW (129 PS)/5100     | 186 Nm/3600–4500          | 1996–2003 |
| V 230, Vito 114 | M 111 E 23 | 2295 cm³ | R4/16            | 105 kW (143 PS)/5000    | 215 Nm/3500–4500          | 1996–2003 |
| V 280           | M 104.900  | 2792 cm³ | 6/12             | 128 kW (174 PS)/6000    | 237 Nm/2800–3200          | 1997–2003 |

#### Diesel
| Modell                  | Motortyp             | Hubraum  | Zylinder/Ventile | Max. Leistung bei min−1 | Max. Drehmoment bei min−1 | Bauzeit   |
| ----------------------- | -------------------- | -------- | ---------------- | ----------------------- | ------------------------- | --------- |
| Vito 108 D              | OM 601 D 23          | 2299 cm³ | R4/8             | 58 kW (79 PS)/3800      | 152 Nm/2300–3000          | 1996–1999 |
| V 230 TD, Vito 110 D    | OM 601 D 23 LA       | 2299 cm³ | R4/8             | 72 kW (98 PS)/3800      | 230 Nm/1700–2400          | 1996–1999 |
| Vito 108 CDI            | OM 611 DE 22 LA red. | 2151 cm³ | R4/16            | 60 kW (82 PS)/3800      | 200 Nm/1500–2400          | 1999–2003 |
| V 200 CDI, Vito 110 CDI | OM 611 DE 22 LA red. | 2151 cm³ | R4/16            | 75 kW (102 PS)/3800     | 250 Nm/1600–2400          | 1999–2003 |
| V 220 CDI, Vito 112 CDI | OM 611 DE 22 LA      | 2151 cm³ | R4/16            | 90 kW (122 PS)/3800     | 300 Nm/1800–2500          | 1999–2003 |

## Qualitätsprobleme
Die Baureihe W 638 litt bis zuletzt unter verschiedenen Qualitätsproblemen; hervorzuheben wäre hier neben den massiven Korrosionsproblemen die Fahrzeugelektrik, insbesondere die Elektronische Niveau-Regulierung (ENR). Noch 2003, im letzten Produktionsjahr, wurden umfangreiche Verbesserungen vorgenommen. Die Dekra bemängelt in ihrem Gebrauchtwagenreport 2014 insbesondere die Bremsanlagen und bewertet die Qualität der Fahrzeuge insgesamt als schlecht.